# 船平山駅
船平山駅（ふなひらやまえき）は、山口県山口市阿東徳佐中字水戸にある、西日本旅客鉄道（JR西日本）山口線の駅である。
山口線内においては、山口県最北端の駅である。

## 歴史
- 1947年（昭和22年）頃：国鉄山口線徳佐駅 - 津和野駅間に、仮乗降場として新設[3]。
- 1954年（昭和29年）2月1日：仮停車場に格上げ[2][3]。
- 1961年（昭和36年）4月1日：正式な駅に格上げ[1][4]。気動車の旅客のみ取扱う無人駅[5]。
- 1987年（昭和62年）4月1日：国鉄分割民営化に伴い、西日本旅客鉄道（JR西日本）に移管[6]。
- 2013年（平成25年）7月28日：豪雨災害に伴い線路が被災、宮野駅 - 当駅 - 益田駅間運休。

（宮野駅 - 地福駅間については8月5日に、津和野駅 - 益田駅については11月16日にそれぞれ運行を再開。なお、地福駅 - 津和野駅間運転再開は2014年（平成26年）8月23日となった）

## 駅構造
益田方面に向かって右側に単式ホーム1面1線を有する地上駅（停留所）。
新山口駅管理の無人駅。駅舎は無く、ホーム上に待合室があるのみ。直接ホームに入る形となっている。開業以来の無人駅であるが、以前は簡易委託による乗車券発売があった。

## 利用状況
近年の1日平均乗車人員の推移は以下の通り。
| 乗車人員推移 | 乗車人員推移 |
| 年度         | 1日平均人数  |
| ------------ | ------------ |
| 1999         | 33           |
| 2000         |              |
| 2001         | 34           |
| 2002         | 22           |
| 2003         | 15           |
| 2004         | 12           |
| 2005         | 16           |
| 2006         | 13           |
| 2007         | 20           |
| 2008         | 17           |
| 2009         | 12           |
| 2010         | 9            |
| 2011         | 7            |
| 2012         | 8            |
| 2013         | 3            |
| 2014         | 6            |
| 2015         | 6            |
| 2016         | 8            |
| 2017         | 8            |
| 2018         | 6            |
| 2019         | 5            |
| 2020         | 3            |
| 2021         | 5            |
| 2022         | 4            |

## 駅周辺
山の中の小集落である。
- 泉福寺
- 船平山スキー場

## 隣の駅
西日本旅客鉄道（JR西日本）
■山口線
徳佐駅 - 船平山駅 - 津和野駅